# 엘커 판 호르프
엘커 판 호르프(네덜란드어: Elke Van Gorp, 1995년 5월 12일 ~ )는 벨기에의 여자 축구 선수이다. 포지션은 미드필더이며, 현재 벨기에 여자 슈퍼 리그(Super League Vrouwenvoetbal)의 RSC 안데를레흐트에서 활동하고 있다.

## 수상
리르서
- 벨기에 여자컵 2회 우승 (2015, 2016)